# Gloomhaven
Gloomhaven è un gioco da tavolo, classificabile nella categoria dei cooperativi, adatto da 1 a 4 giocatori e progettato da Isaac Childres. L'edizione originale è stata pubblicata nel 2017 da Cephalofair Games mentre il gioco in Italia è curato da Asmodee.
I giocatori prendono il ruolo di mercenari che, lungo una campagna che offre 95 scenari unici, percorrono i propri personali obiettivi. Gloomhaven si configura come un dungeon crawl con modalità di combattimento senza l'uso dei dadi simile agli eurogames e con componenti legacy.
Dal 29 dicembre 2017 al 17 febbraio 2023 il gioco ha occupato ininterrottamente la prima posizione della classifica generale del sito BoardGameGeek.

## Regole di gioco
I giocatori controllano ciascuno un eroe che in ogni scenario dovrà affrontare sfide diverse secondo le regole e gli obiettivi proposti che indicano spesso di sconfiggere i nemici presenti nella stanza. Il sistema di combattimento prevede per ogni personaggio un mazzo di carte specifico dal quale in ogni round il giocatore sceglie due carte da utilizzare nell'ordine desiderato. Ogni carta è divisa in due metà, riportanti diverse tipologie di azioni (es. attacco, movimento etc.). Per una carta userà gli effetti della parte superiore, per l'altra quelli della parte inferiore. Una volta concluse le carte, il mazzo viene ricomposto escludendo una carta. Nel corso degli scenari verranno sbloccati nuovi personaggi che, aggiungendosi ai 6 iniziali, progrediscono di forza accumulando punti esperienza e risorse. Ogni personaggio ha obiettivi personali, raggiunti i quali abbandona il gruppo. In quel caso il giocatore assumerà il controllo di un nuovo mercenario. La componente legacy viene data da scelte irreversibili che i giocatori compiono nel corso della campagna, prevedendo anche l'applicazione di adesivi nella mappa di gioco.

## Finanziamento e premi
Gloomhaven è stato inizialmente finanziato con una campagna Kickstarter dell'autore che è durata dal 2 al 30 settembre 2015. La campagna è stata sostenuta da 4904 finanziatori, raccogliendo $381.104 su un obiettivo di $70.000. Tra il 4 aprile e il 2 maggio 2017 si è svolta una seconda campagna per una ristampa con $3.999.795 raccoti su un obiettivo di $100.000 da un totale di 40.642 sostenitori.
Il gioco è stato ben accolto dal pubblico tanto da raggiungere la prima posizione sul sito BoarGameGeek nel 2017. Le motivazioni di questo successo possono essere molte, potenzialmente collegate al fatto di rendere il giocatore effettivo protagonista di quanto accade durante la partita.
| Anno | Premi                                      | Categoria                               |
| ---- | ------------------------------------------ | --------------------------------------- |
| 2017 | Nomina - Dragon Awards                     | Miglior gioco di fantascienza o fantasy |
| 2017 | Nomina - Board Game Quest Awards           | Miglior gioco cooperativo               |
| 2017 | Nomina - Board Game Quest Awards           | Miglior gioco tematico                  |
| 2017 | Nomina - Cardboard Republic Striker Laurel |                                         |
| 2017 | Nomina - Golden Geek                       | Miglior artwork e presentazione         |
| 2017 | Nomina - Golden Geek                       | Miglior gioco cooperativo               |
| 2017 | Nomina - Golden Geek                       | Miglior gioco solitario                 |
| 2017 | Nomina - Golden Geek                       | Miglior gioco di strategia              |
| 2017 | Nomina - Golden Geek                       | Miglior gioco tematico                  |
| 2017 | Nomina - Golden Geek                       | Miglior gioco dell'anno                 |
| 2017 | Nomina - Golden Geek                       | Gioco più innovativo                    |
| 2017 | Vincitore - Golden Geek                    | Miglior gioco cooperativo               |
| 2017 | Vincitore - Golden Geek                    | Miglior gioco solitario                 |
| 2017 | Vincitore - Golden Geek                    | Miglior gioco di strategia              |
| 2017 | Vincitore - Golden Geek                    | Miglior gioco tematico                  |
| 2017 | Vincitore - Golden Geek                    | Miglior gioco dell'anno                 |
| 2017 | Vincitore - Golden Geek                    | Gioco più innovativo                    |
| 2017 | Nomina - International Gamers Award        | Strategia generale: multiplayer         |
| 2017 | Nomina - Meeples' Choice                   |                                         |
| 2018 | Nomina - Origins Award                     | Miglior gioco                           |
| 2018 | Vincitore - Origins Award                  | Miglior gioco                           |
| 2018 | Vincitore - Origins Award                  | Gioco dell'anno                         |
| 2018 | Vincitore - Scelto dai Goblin              |                                         |
| 2018 | Vincitore - SXSW Tabletop                  | Gioco dell'anno                         |
| 2020 | Nomina - As d'Or Jeu de l'Année            | Esperti                                 |
| 2020 | Nomina - Gra Roku                          | Gioco avanzato dell'anno                |
| 2020 | Nomina - Gra Roku                          | Miglior gioco tematico                  |
| 2020 | Nomina - Japan Game Awards                 | Premio scelto dagli elettori            |

## Espansioni e spin-off
La prima espansione del gioco, se si escludono scenario promo e in solitario, è Gloomhaven: Forgotten Circle distribuita nel 2019 e ambientata successivamente alla campagna base.
Nel 2020 viene pubblicato Gloomhaven: Jaws of the Lion, giocabile sia come espansione che come stand-alone. Il gioco è ambientato prima dell'avventura base e propone un'esperienza più fruibile sotto molti punti di vista rispetto al suo predecessore.
Tra il 31 marzo e il 1 maggio 2020 si è svolta la campagna Kickstarter che ha finanziato Frosthaven, un nuovo stand-alone ambientato nello stesso mondo di Gloomhaven introducendo nuovi meccanismi gioco nello stesso gameplay.